# Lorenzo Pinna
Lorenzo Pinna (Firenze, 18 agosto 1950) è un giornalista e divulgatore scientifico italiano.
Noto giornalista scientifico, ha partecipato alla realizzazione di numerosi programmi televisivi tra cui Quark e Superquark, autore e coautore (insieme a Piero Angela) anche di libri di divulgazione scientifica, vincendo come divulgatore il Premio Europeo Cortina Ulisse.

## Opere
- Primo incontro con il computer. Il computer nella nostra vita di oggi e di domani, Firenze, Giunti-Nardini, 1984.
- Primo incontro con il cosmo. Riuscirà l'uomo a raggiungere le stelle?, Firenze, Giunti-Nardini, 1986.
- Il cammino dell'uomo, Milano, Mondadori, 1986.
- L' energia. L'uomo e la forza. Dal fuoco al ferro, dal carbone al petrolio, dal vapore all'elettricità, dall'atomo al sole, Firenze, Giunti-Nardini, 1989. ISBN 88-404-6415-8
- Cinque ipotesi sulla fine del mondo, Milano, Mondadori, 1994. ISBN 88-04-39334-3
- L'abisso di Atlantide (romanzo), Trieste, Editoriale scienza, 1994. ISBN 88-7307-054-X
- Atlante della preistoria Milano, Mondadori, 1992. ISBN 88-04-36349-5; 1987. ISBN 88-04-43570-4
- Dentro la Terra, Rimini, Idealibri, 1997. ISBN 88-7082-363-6
- Il cosmo, Rimini, Idealibri, 1997. ISBN 88-7082-364-4
- Autoritratto dell'immondizia. Come la civiltà è stata condizionata dai rifiuti Torino, Bollati Boringhieri 2011. ISBN 88-339-2174-3, 978-88-339-2174-7
- Intelligenza artificiale. Nel futuro c'è ancora posto per noi?, Villaricca (NA), Edizioni Cento Autori, 2018. ISBN 8868721635, 978-8868721633

Con Piero Angela:
- L'atmosfera. Istruzioni per l'uso Milano, Mondadori, 1990. ISBN 88-04-34167-X
- Oceano. Il gigante addormentato Milano, Mondadori, 1995. ISBN 88-04-35270-1
- La sfida del secolo. Energia. 200 domande sul futuro dei nostri figli Milano, Mondadori, 2006. ISBN 88-04-56071-1
- Perché dobbiamo fare più figli. Le impensabili conseguenze del crollo delle nascite Milano, Mondadori, 2008. ISBN 978-88-04-58094-2
- Quattro ipotesi sull'origine del linguaggio, Torino, Codice Edizioni, 2024. ISBN 979-12-5450-115-3